# Patrick Ortlieb
Patrick Ortlieb (Bregenz, 17. svibnja 1965.) je bivši austrijski alpski skijaš. Najveći mu je uspjeh osvajanje zlatne medalje u spustu na Igrama u Albertvilleu 1992. Pored tog naslova ima i naslov svjetskog prvaka u istoj disciplini sa Svjetskog prvenstva u Sierra Nevadi 1996. godine.
Ortlieb je bio specijalist za brze discipline. Svoju prvu pobjedu ostvario je na Olimpijskim igrama u Albertvilleu 1992. godine, a u Svjetskom kupu ima četiri pobjede.  Karijeru je okončao 1999. godine.

## Pobjede u Svjetskom kupu
| Datum              | Skijalište  | Disciplina      |
| ------------------ | ----------- | --------------- |
| 18. prosinca 1993. | Val Gardena | spust           |
| 15. siječnja 1994. | Kitzbühel   | spust           |
| 11. prosinca 1994. | Tignes      | superveleslalom |
| 16. prosinca 1995. | Val Gardena | spust           |